# Criterio de Ginzburg
El criterio de Ginzburg es un criterio cuantitativo que refleja cuando la teoría del campo medio  es válida y da resultados razonables siempre que se puedan descuidar las fluctuaciones en el sistema en consideración. También da la idea de una dimensión crítica superior, una dimensionalidad del sistema por encima del cual la teoría del campo medio da resultados adecuados, y los exponentes críticos predichos por la teoría del campo medio coinciden exactamente con los obtenidos por métodos numéricos.

## Ejemplo: modelo Ising
Si {\displaystyle \phi } es el parámetro de orden del sistema, entonces la teoría de campo medio requiere que las fluctuaciones en el parámetro de orden sean mucho más pequeñas que el valor real del parámetro de orden cerca del punto crítico. 
Cuantitativamente, esto significa que:
{\displaystyle \displaystyle {\mathcal {\langle }}(\delta \phi )^{2}\rangle \quad {\ll }\quad \langle \phi \rangle ^{2}}
Usando esto en la teoría de Landau, que es idéntica a la teoría del campo medio para el modelo de Ising, el valor de la dimensión crítica superior resulta ser 4. Si la dimensión del espacio es mayor que 4, los resultados del campo medio son buenos y coherentes. Pero para dimensiones inferiores a 4, las predicciones son menos precisas. Por ejemplo, en una dimensión, la aproximación de campo media predice una transición de fase a temperaturas finitas para el modelo de Ising, mientras que la solución analítica exacta en una dimensión no tiene ninguna (excepto para {\displaystyle T=0} y {\displaystyle T\rightarrow \infty } ) 

## Ejemplo: modelo clásico de Heisenberg
En el modelo clásico de magnetismo de Heisenberg, el parámetro de orden tiene una simetría más alta y tiene fluctuaciones direccionales violentas que son más importantes que las fluctuaciones de tamaño. Alcanzan el intervalo de temperatura de Ginzburg sobre el cual las fluctuaciones modifican la descripción del campo medio, reemplazando así el criterio por otro más relevante. 